# Ballhaus (Versailles)

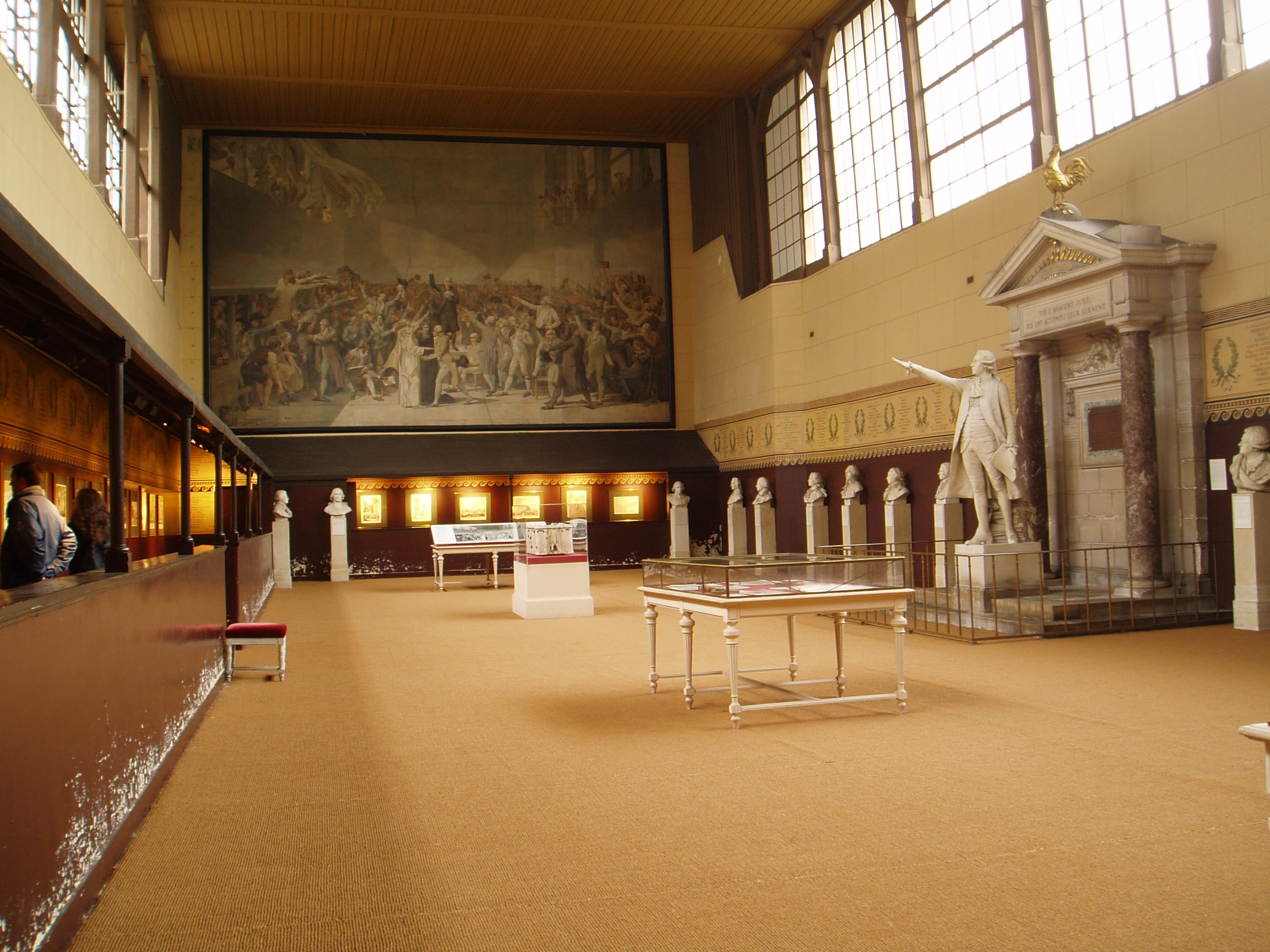
Innenansicht des Ballhauses

Der Ballhausschwur vom 20. Juni 1789 (Lavierte Federzeichnung von Jacques-Louis David, 1791)

Das Ballhaus (französisch Salle du Jeu de Paume) in Versailles ist eine Sporthalle aus dem 17. Jahrhundert, die dem Jeu de Paume genannten Ballspiel diente. Es war in den Anfangstagen der Französischen Revolution der Ort des sogenannten Ballhausschwurs.
Das Ballhaus liegt im Stadtgebiet von Versailles, in der heutigen Rue du Jeu de Paume.
Als am 5. Mai 1789 im Grande Salle des Menus Plaisirs des Versailler Schlosses die Generalstände zusammentraten, begann die konstitutionelle Phase der Französischen Revolution. Ludwig XVI., dem nach der Verfassung die Einberufung und Entlassung der Generalstände zustand, ließ den Sitzungssaal aus politischen Gründen verschließen. Die Abgeordneten des Dritten Standes hatten sich mittlerweile zur Nationalversammlung erklärt und benötigten einen neuen Versammlungsraum. Sie zogen sich darauf in das außerhalb des Schlossgeländes liegende Ballhaus zurück. Dort leisteten sie zusammen mit reformbereiten Adligen und Angehörigen des 1. Standes am 20. Juni 1789 den Ballhausschwur.